# Antonio Zanchi
Antonio Zanchi, född 1631 i Este, död 1722 i Venedig, var en italiensk konstnär.
Zanchi var elev till Francesco Ruschi i Venedig. Han var främst verksam som monumentalmålare i en stil som visade likheter med Luca Giordanos konst med livfulla kompositioner och ljusdunkeleffekter.